# Ogilvie River
Der Ogilvie River ist der etwa 240 km lange linke Quellfluss des Peel River im kanadischen Yukon-Territorium.

## Flusslauf
Der Ogilvie River entsteht am Zusammenfluss mehrerer Quellbäche in den Ogilvie Mountains. Er fließt anfangs in Richtung Ostnordost, wendet sich später in Richtung Nordnordost und schließlich nach Nordosten. Er „durchbricht“ auf seinem Weg mehrere Gebirgsketten der Ogilvie und Nahoni Mountains. An der Einmündung des Engineer Creek trifft der Dempster Highway von Süden kommend auf den Fluss und quert diesen an der Brücke bei Kilometer 197,9 (Mile 123). Bis zum Ort Ogilvie verläuft die Fernstraße für 56 km entlang dem linken Flussufer. Der Ogilvie River durchschneidet in seinem Unterlauf das Porcupine Plateau und trifft schließlich auf den von rechts kommenden Blackstone River. Mit diesem vereinigt er sich zum Peel River. Die Gesamtlänge von der Quelle des Ogilvie River bis zur Mündung des Peel River in den Mackenzie River beträgt 684 km.

## Hydrometrie
Bei Flusskilometer 110 an der Brücke des Dempster Highway über den Ogilvie River befindet sich ein Abflusspegel (⊙). Der gemessene mittlere Abfluss (MQ) beträgt 31 m³/s (1974–1996, 2016–2018). Das zugehörige Einzugsgebiet umfasst eine Fläche von 5410 km².
Im folgenden Schaubild werden die mittleren monatlichen Abflüsse des Ogilvie River für die Messperiode 1974–1996, 2016–2018 in m³/s dargestellt.

## Kanu-Touren
Es werden mehrwöchige Kanutouren auf dem unteren Ogilvie River und weiter auf dem Peel River angeboten, die an der Flussbrücke bei Kilometer 197,9 ihren Ausgangspunkt haben.